# Коеноз
Коеноз (фр. Cohennoz) насеље је и општина у источној Француској у региону Рона-Алпи, у департману Савоја која припада префектури Албервил.
По подацима из 2011. године у општини је живело 150 становника, а густина насељености је износила 10,89 становника/km². Општина се простире на површини од 13,78 km². Налази се на средњој надморској висини од 925 метара (максималној 1.880 m, а минималној 520 m).

## Демографија
| 1962. | 1968. | 1975. | 1982. | 1990. | 1999. | 2011. |
| ----- | ----- | ----- | ----- | ----- | ----- | ----- |
| 47    | 82    | 91    | 95    | 121   | 138   | 150   |

График промене броја становника у току последњих година